# Galludohaj
Galludohaj (Squalus blainville) är en hajart som beskrevs av Antoine Risso 1827. Galludohaj ingår i släktet Squalus och familjen pigghajar.
Taxonomiskt råder det oklarheter kring arten, som kan utgör ett artkomplex av minst tre arter eller fler. Det förekommer ingen typart och arten beskrevs ursprungligen undermåligt. Den har ofta rapporterats från östra Atlanten, men på grund av de taxonomiska oklarheterna är det omöjligt att med säkerhet avgöra dess utbredningsområde.
Eftersom det råder kunskapsbrist om arten har IUCN inte kunnat ge den ett skyddskategori. Inga underarter finns listade i Catalogue of Life.